# Достык (Бурлинский район)
Достык (каз. Достық, до 2020 г. — Александровка) — село в Бурлинском районе Западно-Казахстанской области Казахстана. Административный центр и единственный населённый пункт Достыкского сельского округа. Код КАТО — 273637100.

## Население
В 1999 году население села составляло 948 человек (475 мужчин и 473 женщины). По данным переписи 2009 года, в селе проживало 528 человек (274 мужчины и 254 женщины).